# Мочить в сортире
«Мочить в сортире» — выражение, публично использованное В. В. Путиным, на тот момент Председателем правительства Российской Федерации, 24 сентября 1999 года во время пресс-конференции в Астане, когда он комментировал события Второй чеченской войны предыдущего дня, а именно бомбардировки российской авиацией Грозного. Отвечая журналистам ОРТ, Путин дословно сказал:

Мы будем преследовать террористов везде. В аэропорту — в аэропорту. Значит, вы уж меня извините, в туалете поймаем, мы и в сортире их замочим, в конце концов. Всё, вопрос закрыт окончательно.

Выражение стало прецедентным как для российской, так и для иностранной аудитории.

## Научные оценки
Кандидат педагогических наук Елена Литневская назвала применение Путиным выражения «мочить в сортире» особым типом коммуникативных неудач — неудачей стилевого плана. «Из контекста понятно, — пишет Литневская — что комментарий „вы уж меня извините“ относится не к форме речи, а к её содержанию». Использованное грубо-разговорное выражение «в сортире замочим», по мнению исследователя, прозвучало «без тени улыбки и с большой эмоциональностью» и в контексте пресс-конференции совершенно неуместно, мгновенно разошлось на цитаты и стало поводом для бурных комментариев общественности. Отвечая на вопрос, почему это произошло, Литневская пишет, что есть коммуникативные ситуации, позволяющие использовать только нейтральный стиль речи. Публичное выступление политика перед широкой аудиторией на общеполитические темы называется автором одной из них.
Профессор МГУ, доктор культурологии Владимир Елистратов считает, что фраза «мочить в сортире» является проявлением вектора от культурного к идеологическому измерению. Фраза называется автором, вне всякого сомнения, хорошей, весёлой и к месту. Но цитация «классики», как её называет Елистратов — явление чрезвычайно редкое в русском языке идеологии: «Речь очень немногих публичных политиков можно назвать образной, яркой и т. п.» — пишет исследователь.
Советский и российский философ и социолог, член-корреспондент РАН Михаил Руткевич, ссылаясь в 2000 году на данные опроса общественного мнения, отметил заявление Путина после террористических актов в Москве о том, что «бандитов будем мочить в сортире», как получившее широчайший отклик в обществе. «Поддержка общественного мнения во второй чеченской кампании в первой четверти наступившего года, — пишет исследователь — оставалась достаточно прочной, несмотря на растущие людские потери, разрушение Грозного, страдания сотен тысяч беженцев, неясности с последующим неизбежным политическим урегулированием в Чечне и т. д.»
Доктор филологии, доцент кафедры общего и славянского языкознания Института славистики Грайфсвальдского университета, член Фразеологической комиссии при Международном комитете славистов Харри Вальтер и доктор филологических наук Валерий Мокиенко пишут, что крылатое выражение «мочить в сортире», вызвавшее массу иронических обыгрываний в СМИ, прихотливо наложилось на детскую кличку Путина — Путёнок, «дав сочетание Туалетный Путёнок».
Оренбургские исследователи доктор филологических наук Константин Белоусов и кандидат филологических наук Наталья Зелянская предполагают, что традицию использования жаргонизмов в современных официальных выступлениях, «по всей видимости, заложил В. Путин знаменитым „мочить в сортире“».

## Политические оценки
По мнению некоторых комментаторов, фраза способствовала росту популярности Путина и стала своего рода предвыборным лозунгом его кандидатуры на последующих президентских выборах.
После выступления Путина эта идиома приобрела значение «внезапно застигать и беспощадно расправляться с кем-либо где бы то ни было». В то же время, по словам советского диссидента В. К. Буковского, прежде в блатном языке «(про)мочить в сортире» значило «убить стукача и утопить его в сортире» (в связи с чем Буковский предъявляет претензию Путину в незнании происхождения фразы).

Это же уголовное выражение, пошедшее из лагерей, когда в конечный сталинский период были восстания лагерные. А лагеря тогда были огромные — там бывало по 15-20 тысяч в лагерях. И огромные сортиры стояли обычно на бугре с выгребными ямами. И первое, что делали восставшие — они убивали стукачей и бросали их в сортир. Потому что до весны его не выкачают, трупа не найдут. […] отсюда пошло выражение «мочить в сортире». Это выражение означает «мочить стукачей».— Владимир Буковский

Чтобы мочить в сортире, надо как минимум сортир построить. А когда за 10 лет ни одного современного наукоёмкого завода не построили, то это беда.— Геннадий Зюганов

Путин жалеет, что тогда сказал «мочить в сортире»…— Александр Рар, автор книги «Немец в Кремле»

## Развитие фразы
Спустя десять лет Путин заявил, используя схожую метафорику, что организаторы террористических актов в московском метро залегли на дно, но их нужно «выковырять со дна канализации на свет Божий».
В дальнейшем, 15 июля 2011 года, премьер-министр Владимир Путин признался, что пожалел по поводу знаменитой фразы о том, что боевиков надо «мочить в сортире». По прошествии почти 12 лет после данной фразы Владимир Путин всё ещё вспоминает об этом высказывании.
На встрече с коллективом ОАО «Магнитогорский металлургический комбинат» 15 июля 2011 года В. Путин признался, что впоследствии переживал по поводу данной фразы:

Или помните, я вот ляпнул там по поводу того, что будем мочить там где-то… Я приехал (где-то на выезде был) — в Питер прилетел в расстроенных чувствах, меня приятель спрашивает: «Ты чего такой грустный?» Я говорю: «Да, ляпнул чего-то, видимо некстати, и неприятно — не должен я, попав на такой уровень, так языком молоть, болтать». Он говорит: «Ты знаешь, я вот сейчас в такси ехал, и таксист говорит: „Что-то там мужик какой-то появился, правильные вещи говорит“». Но из этого я сразу сделал два вывода: во-первых, никогда нельзя задирать нос и считать, что каждый из нас — я на своём месте, вы — на своём… я был тогда премьером. Я премьер и считал, что уж меня все знают, я такой важный. А таксист говорит: «Там мужик какой-то правильные вещи говорит». Во-первых, он не знает, кто я такой: просто мужик какой-то. А во-вторых, то, что я ляпнул, — по форме, наверное, неправильно, а по сути — верно. Мне кажется, нужно поступать исходя из вот этих соображений — из соображений порядочности, прежде всего, и целесообразности (если вы, конечно, уверены, что действуете правильно).

## Реальные события, перекликающиеся с фразой
Фраза активно использовалась в предвыборной борьбе в Израиле Эхудом Бараком. 8 мая 1972 года четверо палестинских террористов из группировки Чёрный сентябрь захватили самолёт «Боинг 707», следовавший рейсом 572 Вена — Тель-Авив, бельгийской авиакомпании Sabena. Самолёт совершил посадку в аэропорту Лод. 9 мая спецподразделение Сайерет Маткаль под командованием Эхуда Барака провело операцию «Изотоп» по освобождению заложников. В ходе операции двое террористов были убиты, двое других — схвачены; погибла также одна заложница, ещё двое заложников и боец спецназа Биньямин Нетаньяху были ранены. Операция вошла в историю как первый успешный пример освобождения самолета, захваченного террористами. Руководитель террористов Али Таха Абу-Санайна в начале штурма заперся в туалете, где и был застрелен прямо через дверь. Эта история дала повод журналистам если и не оспаривать у Путина авторство фразы в пользу Эхуда Барака, то по крайней мере, утверждать о влиянии, «что знаменитая фраза Президента России „мочить в сортире“ — оттуда, из сортира „Сабены“».

## Упоминания в поп-культуре
- В русском дубляже фильма «Zомбилэнд: Контрольный выстрел» (2019) герой Вуди Харрельсона, находясь за столом президента в Овальном кабинете Белого дома, произносит фразу: «Да, мочить в сортире я умею»[24].
- Сюжет официального аддона «Штопор жжот» для игры Postal 2 заканчивается тем, что главный герой застреливает Усаму бен Ладена в туалете в отместку за кражу его полового органа.